# Kamiš růžkatý

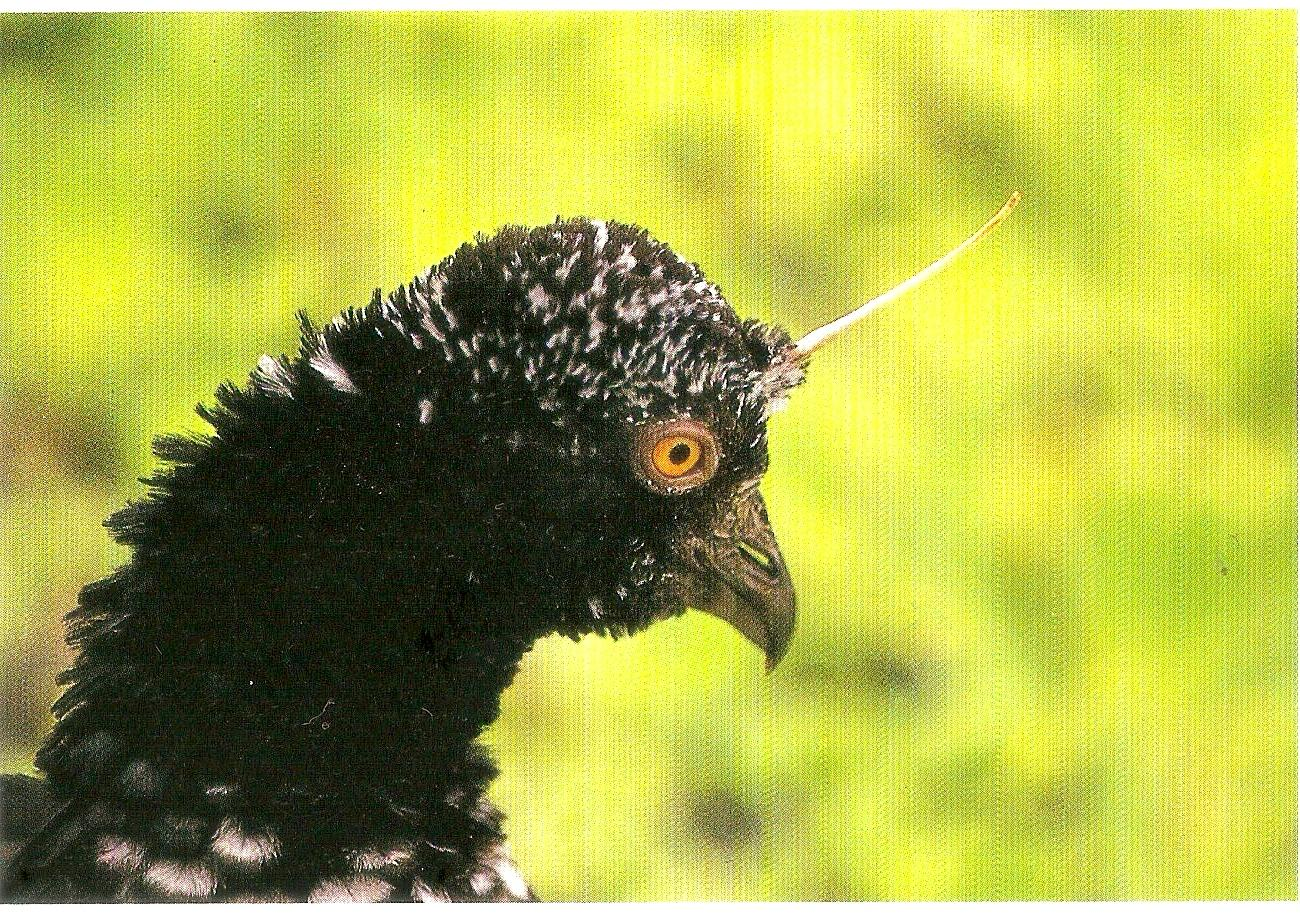
Výrůstek kamiše růžkatého

Kamiš růžkatý (Anhima cornuta) je pták přibližné velikosti krocana žijící v bažinatých tropických oblastech Jižní Ameriky. Je jediným druhem monotypického rodu kamiš z čeledi kamišovitých. Jeho hnízdiště na západ od And se nacházejí v Kolumbii, Ekvádoru a Peru, na východ ve Venezuele, Brazílii, Bolívii a Paraguayi. Většinou žije do nadmořské výšky 300 m, nejčastěji okolo sladkovodních lagun nebo jezer na otevřených nebo zalesněných místech, na periodicky zaplavovaných územích v blízkosti tropických deštných pralesů a podél břehů velkých řek a jejích ústí.

## Popis
Je to statný pták vážící okolo 3 kg a měřící 70 až 90 cm, rozpětí jeho křídel bývá až 1,7 m. Peří na zádech a bocích je šedé nebo černé, korunka na hlavě, břicho a křídla jsou bílá a na hlavě i krku má černobílé ornamenty, na těle nemá holá místa. Z ohbí křídel mu vyrůstají dva ostré, 2 až 5 cm dlouhé, rohovité výrůstky – ostruhy. Na malé hlavě je krátký a silný, načernalý, lehce zahnutý zobák. Oči má žluté až oranžové. Na dlouhých rudých nohou jsou mezi třemi šedými, dlouhými předními prsty jen zbytky plovací blány. Obě pohlaví jsou si podobná, nedospělí ptáci mají šedší zabarvení. Své peří mění postupně v průběhu roku.
Zvláštním znamením kamiše růžkatého je nápadný až 15 cm dlouhý chrupavčitý výrůstek čnící dopředu z čela hlavy a mající pravděpodobně ozdobnou funkci. K boji se nepoužívá, neboť je pružný a při chůzi se komíhá. Při nárazu se celý nebo část ulomí, postupně však zase doroste. Samice mají růžek o něco kratší, mláďata se rodí bez něj a vyroste jim teprve později.
Hlasové projevy kamiše zahrnují několik typů volání, ozývá se ze země i ze vzduchu, nejčastěji za soumraku. Hlasitější zvuky používá při ohrožení, v období páření (tehdy to jsou dueta), ke vymezování území nebo zahánění vetřelců. Nemelodické zvuky vyluzuje i po dobu několika hodin a jsou slyšet až do vzdálenosti 3 km. Mimo tyto ostré hlasité zvuky vydává při vzájemné komunikaci, např. samce se samicí, ještě hlubší, tišší zvuky, které vznikají v podkožních vacích na krku.
Je poměrně dobrý letec, i když zdánlivě těžce vzlétá, díky rozměrným křídlům dokáže využívat teplých vzdušných proudů ke klouzavému letu, létá s nataženým krkem. Napomáhá tomu odlehčený skelet a vzduchové vaky pod kůží. Také jeho svalovina obsahuje vzduchové buňky, které způsobují „houbovitost“ a nechutnost jeho masa. Přes to všechno létá málo a pouze na krátké vzdálenosti.

## Chování
Kamišové žijí obvykle ve skupině nečítající více než 6 ptáků, kteří si proti cizincům chrání své území. Při spatření vetřelce vztyčí peří na krku a hřbetě a neustále mávají křídly, vystavuje takto své ostruhy, případně jimi zaútočí. Jakmile ho zaženou, asi minutu hlasitě volají na oslavu. Někteří ptáci žijí osamoceně.
Přes den se většinou pasou, stojí nebo spí. Při stání jim nejvíce času zabere úprava peří zobákem a natřepávání křídel a ocasních per, někdy zasunou hlavu pod křídlo a stojí na jedné noze. Ve vodě se příliš nezdržují, cítí se bezpečněji v křovinách nebo na stromech, kam také navečer odlétají ve skupinkách hřadovat. Jsou to ptáci, kteří nemění svá stanoviště, stěhují se pouze mladí před založením rodiny.

## Stravování
Je to býložravý pták živící se převážně pastvou (listy, květy, semena) a v menší míře hrabáním (hlízy, kořínky), jen zřídkakdy pije vodu. V potravě převažují hortenzie, paspal, pelyněk, tokozelka a truskavec. Na pastvu létá, chodí, brodí se nebo i plave (ale nepotápí se) nejčastěji dopoledne, kdy obchází svůj okrsek.

## Rozmnožování
Období rozmnožování se liší podle geografických podmínek. Některé páry vytrvají i po několik sezon a zůstávají spolu po celý rok. Po hlasitých námluvách spojených se vzájemným čechráním peří dochází na zemi k páření. Pár společně vybuduje hnízdo, někdy je postaveno z větví a trávy na zemi, jindy je to plovoucí plošina s důlkem až 10 cm hlubokým ve vrstvě vodních rostlin na vodě. Samice naklade 2 až 7 bílých až skořicově hnědých vajec ve dvoudenních intervalech. Vejce jsou poměrně velká, průměrně váží 150 g (slepičí cca 60 g). Inkubace začíná až po snesení všech vajec, ve dne na vejcích sedí samice, v noci samec.
Po 40 až 47 dnech se líhnou mláďata, která vidí a ihned opouštějí hnízdo. Ochmýřená běhají a v případě nebezpečí utíkají do vody, jsou schopná se sama živit. Rodiče je ještě do plného opeření (za 60 až 75 dnů), kdy jsou schopná létat, ochraňují a vodí za potravou. Asi po roce jsou zcela nezávislá a osamostatňují se.

## Kamiš růžkatý v českých zoologických zahradách
Tento chovatelsky i návštěvnicky atraktivní druh je od roku 2021 chován ve zlínské a v pražské zoo.